# Atemnora westermannii
Atemnora là một chi bướm đêm thuộc họ Sphingidae có một loài, Atemnora westermannii. Nó sinh sống ở vùng rừng khắp vùng Ethiopia bao gồm Madagascar, nhưng không bao gồm cực nam châu Phi.
Chiều dài cánh trước là 23–31 mm.